# المصطفى ولد محمد السالك
المصطفى ولد محمد السالك (1936 - 18 ديسمبر 2012) ثاني رؤساء موريتانيا، وقد تولّى حكم البلاد من منتصف عام 1978 حتى منتصف العام الذي تلاه، بعد إطاحته رفقة زملاء له في الجيش الموريتاني بنظام الرئيس المختار ولد داداه في انقلاب العاشر من يوليو 1978، قبل أن يُزاح هو الآخر من طرف زملائه فيما عُرف بـ«اللجنة العسكرية للخلاص الوطني» بعد قرابة 11 شهرا من تولّيه الحكم.

## حياته العسكرية
ينحدر محمد السالك من ولاية لعصابة جنوب شرق موريتانيا، بدأ رحلته الدراسية من مدينة دكار ليصبح في النهاية معلما وبعد الاستقلال سنة 1960 كان من أوائل الضباط الذين شكلوا نواة الجيش الموريتاني، تلقى تكوينه العسكري في فرنسا، تولى قيادة الجيش ما بين 1968 و1969 خلفا للعقيد امبارك ولد بون مختار.
بداية من سنة 1970 عين واليا لولاية آدرار شمال البلاد ليبقى في هذا المنصب حتى مارس سنة 1978 عندما عين للمرة الثانية قائدا للجيش، ليقود هو ومجموعة من الضباط انقلابا على الرئيس المختار ولد داداه في يوم 10 يوليو 1978.

## الرئاسة
كرئيس للجنة العسكرية للخلاص الوطني التي قادت الانقلاب أصبح العقيد ولد السالك الرئيس الثاني لموريتانيا بعد الاستقلال ورئيسا للوزراء كذلك ولكنه فشل فشلا ذريعا في إدارة الأزمة التي خلّفتها حرب الصحراء والتي كانت هي سبب الانقلاب الذي أتى به إلى السلطة ليستقيل في أبريل 1979 م من رئاسة الوزراء ليخلفه العقيد أحمد ولد بوسيف في المنصب وفي 3 يونية 1979 م تمت الإطاحة به من الرئاسة من خلال انقلاب آخر.

## مابعد الرئاسة
بعد الإطاحة به من طرف زملائه في اللجنة العسكرية للخلاص الوطني تعرض للسجن في السنوات ما بين 1981 م و1984 م.
في سنة 1991 م ومع أول انتخابات رئاسية حرة في موريتانيا ترشح ولد السالك ضد الحاكم العسكري آنذاك و لد الطايع حيث حصل على نسبة 4,25 من الأصوات.

## وصلات خارجية
- المصطفى ولد محمد السالك على موقع الموسوعة البريطانية (الإنجليزية)
- المصطفى ولد محمد السالك على موقع مونزينجر (الألمانية)